# Nils Persson
Nils August Persson (Stoccolma, 11 febbraio 1879 – Stoccolma, 4 febbraio 1941) è stato un velista svedese, vincitore della medaglia d'argento ai Giochi olimpici di Stoccolma 1912 nella classe 12 metri a bordo dell'imbarcazione chiamata Ema Signe.
Si é tolto suicidato impiccandosi il 4 febbraio 1941.

## Palmarès
- Giochi olimpici

Stoccolma 1912: argento nei 12 metri.